# Quebrada La Salitrosa

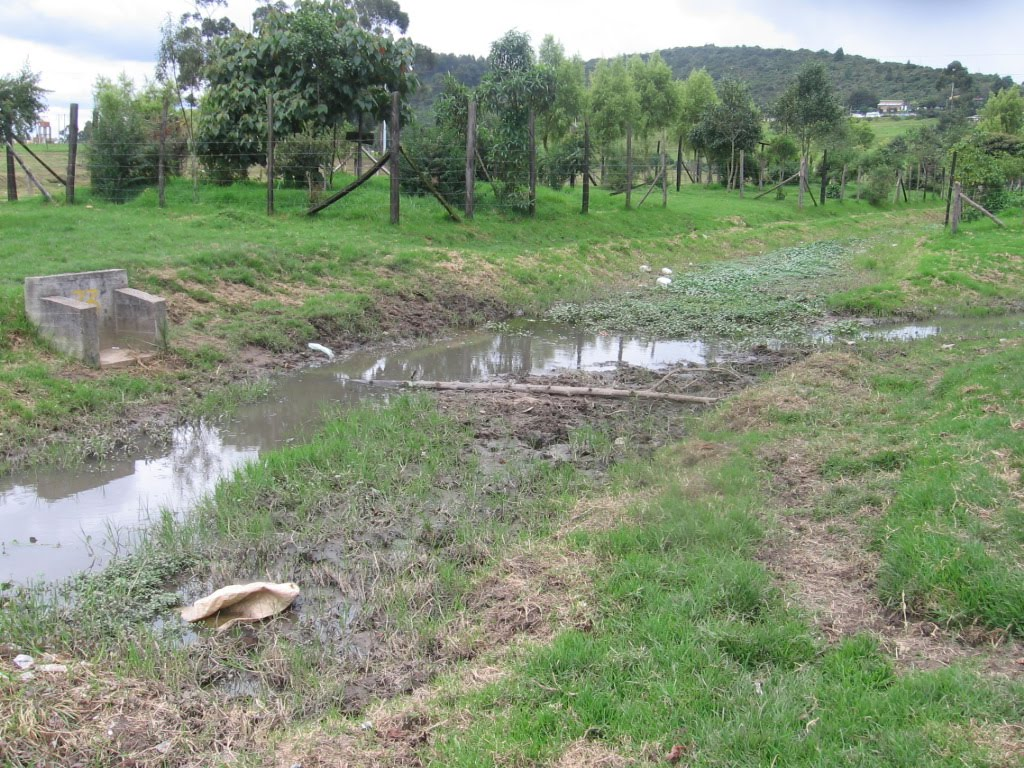
Quebrada La Salitrosa

La quebrada la Salitrosa es un afluente hídrico que corre en sentido este-oeste, perteneciente a la subcuenca del río Salitre localizada sobre la margen izquierda del río Bogotá al noroccidente de la ciudad de Bogotá. Su función principal es actuar como conector ecológico entre el cerro La Conejera y el humedal la Conejera.
La quebrada nace en el cerro de la Conejera y tiene una extensión de 1483 metros recorriendo una zona que va desde la carrera 97 hasta la carrera 106 entre las calles 164 Bis y 159. Por el costado norte limita con un sendero ecológico en piedra, y por el sur con un sendero en adoquín que pasa por los barrios Prados del Salitre, Salitre II sector, Orquídeas, Villa Hermosa, Villa del Campo, Alaska, Villa Esperanza y el conjunto Sauces de Suba para desembocar al Humedal la Conejera bajo la Vía Corpas. En el costado norte también limita con predios rurales, sector Las Mercedes.
Existe vegetación muy natural de áreas y espacios auspiciados por la Consejería de Medio Ambiente y otras agencias para realizar actividades de siembra: Parte del Arroyo Salitrosa, las cubiertas vegetales se pueden categorizar según su naturaleza de dos formas: Las especies predominantes son yanagi, hannoki, acacia y la pradera de Pennisetum clandestinum, que crecen de forma natural y se dividen. Estas especies actúan como un ecoequilibrio corporal solidario del lugar y se caracterizan por ser parte de una zona ribereña, principalmente porque las especies de aves permanecen cerca del arroyo. Sin embargo, los individuos han disminuido drásticamente como resultado de cambios en el uso de la tierra. En tanto, las semillas de siembra de las actividades de siembra al sector distrital ambiental, la Fundación Humedal La Conejera y el municipio de Suba han dado lugar a parches del ecosistema circundante para iniciar un proceso de recuperación de agua quebrado y abundante.
Las semillas sembradas son más individuos plantando un total de 40 parches de 400 árboles, un total de 400 árboles, Hannoki, otros individuos y Corono, Cordoncillo y Chilco este Sanzashi ecológicos.
No confundir con la quebrada Flamenco a veces llamada quebrada Salitrosa en Atacama, Chile.

## Diversidad Faunística
La diversidad faunística que hace parte de la quebrada La Salitrosa se relaciona en gran medida con las especies que se encuentran presentes entre los cerros y el humedal La Conejera, gracias a la conectividad ecológica entre dichos ecosistemas.
Diversas aves se encuentran a lo largo del corredor de la quebrada y están caracterizadas por alimentarse de insectos, semillas y vegetación acuática con un estrato ecológico asociado a bordes de cuerpos de agua, matorrales, áreas de potreros, pastos y zonas de bosque. Algunas de las especies encontradas son la torcaza naguiblanca, el garrapatero grande, carpintero pardo, elenia montañera, atrapamoscas saucero y alicero, golondrinas alfareras, azulejo común, e incluso palomas y gallinazos negros, entre otras.
Por su lado los réptiles, como el lagarto collarejo, la culebra verde o de pantano y la culebra sabanera, y los anfibios, como la rana sabanera y la salamandra, se ubican en las zonas donde encuentran mayor oferta hídrica, principalmente en la parte alta de la quebrada sobre el Cerro de la Conejera. 
En cuanto a los mamíferos, es posible encontrarlos en especímenes pequeños como los roedores, ya que por su tamaño logran adaptarse a este tipo de hábitat que constantemente presenta alteraciones y reducción de los espacios naturales, motivo por el cual los mamíferos grandes y medianos han desaparecido. Las especies de mamíferos encontradas varían entre faras, murciélagos, ratón de campo y ardillas.

## Problemática ambiental
La quebrada la Salitrosa es una fuente hídrica de gran importancia ecológica ya que es la que brinda conectividad entre el Cerro de la Conejera y el Humedal de la Conejera y sirve como entorno para el desarrollo de sus relaciones biofísicas y dinámicas ecosistémicas. El ecosistema ha presentado un proceso acelerado de degradación ecológica atribuido principalmente a la intervención y acción antrópica; estas problemáticas causan efectos negativos sobre la flora y fauna silvestre, la salud humana, la calidad del agua y el estado del suelo de su ronda hidráulica.
Hay tres problemáticas que tienen un nivel crítico de afectación sobre la quebrada la Salitrosa y sobre las cuales se debe intervenir de inmediato para frenar el impacto ambiental generado y la degradación del entorno; estas son el arrojo de residuos, las apropiaciones ilegales de terrenos y la falta de participación y sentido de pertenencia por parte de la sociedad. La contaminación de la Salitrosa es un problema conjunto para los seis barrios que comparten territorio con el cuerpo de agua ya que la mayoría de los impactos que se ven desde el primer barrio (El Salitre) son arrastrados y compartidos con los demás; es decir, a su paso por cada barrio, la quebrada extiende su contaminación hacia el siguiente sector por la acción del cauce que arrastra los residuos, aguas contaminadas, lodos, malos olores, sedimentos y demás factores.